# Barbie Fairytopia
Série Barbie
Barbie : Cœur de princesse
(2004) Barbie et le Cheval magique
(2005)
Série Barbie Fairytopia
Barbie Fairytopia: Mermaidia
(2006)
Pour plus de détails, voir Fiche technique et Distribution.
Barbie Fairytopia (Barbie: Fairytopia) est le 5e long-métrage d'animation qui met en scène le personnage de Barbie, ainsi que le premier film de la série Fairytopia. Le film est sorti en DVD le 2 mars 2005 et a été réalisé par Walter P. Martishius et William Lau.

## Synopsis
Elina Sebbane, une fée des fleurs qui a la particularité de ne pas avoir d'ailes, découvre que Fairytopia, son royaume enchanté, est atteint d’une terrible maladie qui tue les fleurs et empêche les fées de voler. Aidée par ses fidèles amis et en dépit des agissements de la redoutable Laverna, elle va tenter de retrouver Azura, une gardienne des fées qui peut les sauver.

## Fiche technique
- Titre original : Barbie: Fairytopia
- Titre français : Barbie Fairytopia
- Réalisation : Walter P. Martishius et William Lau (co-réalisateur)
- Scénario : Elise Allen et Diane Duane
- Direction artistique : Walter P. Martishius
- Musique : Eric Colvin
- Production : Nancy Bennett et Luke Carroll ; Kim Dent Wilder et Rob Hudnut  (exécutifs)
- Société de production  : Mattel Entertainment, Mainframe Entertainment
- Société de distribution : Christal Films Distribution
- Pays d'origine : États-Unis, Canada
- Langue d'origine : anglais
- Format : couleur - son stéréo
- Genre : Film d'animation
- Durée : 70 minutes
- Date de sortie : 
  -  France : 2 mars 2005[2]
  -  États-Unis : 8 mars 2005

Sources : Générique du DVD, IMDb

## Distribution
| - Kelly Sheridan : Elina, Sirène 2 - Tabitha St. Germain : Dandelion, Topaz, Sirène 1 - Kathleen Barr : Laverna, Pixie 2, Pixie 4 - Chiara Zanni : Dahlia, Pixie 3 - Britt McKillip : Pixie 1 - Venus Terzo : Azura - Scott McNeil : Ruby - Alessandro Juliani : Prince Nalu - Brian Drummond : Larkspur (Fée de la Mairie) - Michael Dobson : Quill (Fée de la Mairie), Amethyst - Nancy Sorel : L'Enchanteresse, Pixie 5 - Lee Tockar : Bibble, Fungus, Happy Trolls - Mark Oliver : Hue | - Michèle Lituac : Elina - Sarah Marot : Dandelion, Pixie 2 - Élisabeth Fargeot : Topaze - Sylvie Genty : Laverna - Edwige Lemoine : Dahlia, Pixie 1 - Laurence Sacquet : Pixie 3 - Solange Boulanger : Azura - Marc Bretonnière : Ruby, Fungus - Paolo Domingo : Prince Nalu, Larkspur (Fée de la Mairie) - Patrice Dozier : Quill (Fée de la Mairie) - Michèle Brulé : l'Enchanteresse - Benoit Dupac : Happy Trolls - Xavier Fagnon - Éric Métayer - Jean-Loup Horwitz - Boris Rehlinger - Tania Garbarski |

Source : Générique du DVD

## Autour du film
Créée en 1959, la poupée Barbie est à l'origine de nombreux produits dérivés. Elle a également inspiré plusieurs films d’animation. Après Barbie Cœur de princesse, Barbie Fairytopia est la cinquième de ces adaptations, sortie la même année que Barbie et le Cheval magique et suivie en 2006 par Barbie Mermaidia.
Le film a fait l’objet d’une adaptation en jeu interactif sur DVD : Barbie Fairytopia Jeu DVD.